# Fußballclub Ingolstadt 04 2013-2014
Questa voce raccoglie le informazioni riguardanti il Fußballclub Ingolstadt 04 nelle competizioni ufficiali della stagione 2013-2014.

## Stagione
Nella stagione 2013-2014 l'Ingolstadt, allenato da Marco Kurz, Michael Henke e Ralph Hasenhüttl, concluse il campionato di 2. Bundesliga al 10º posto. In Coppa di Germania l'Ingolstadt fu eliminato agli ottavi dal Wolfsburg.

## Rosa
| N. |                        | Ruolo | Calciatore            |
| -- | ---------------------- | ----- | --------------------- |
| 1  | Austria (bandiera)     | P     | Ramazan Özcan         |
| 2  | Danimarca (bandiera)   | D     | Leon Jessen           |
| 4  | Croazia (bandiera)     | D     | Andre Mijatović       |
| 6  | Stati Uniti (bandiera) | C     | Alfredo Morales       |
| 7  | Austria (bandiera)     | C     | Christoph Knasmüllner |
| 8  | Brasile (bandiera)     | C     | Roger                 |
| 9  | Germania (bandiera)    | A     | Moritz Hartmann       |
| 11 | Germania (bandiera)    | A     | Collin Quaner         |
| 13 | Germania (bandiera)    | D     | Michael Zant          |
| 14 | Germania (bandiera)    | A     | Stefan Lex            |
| 15 | Brasile (bandiera)     | D     | Danilo Soares         |
| 16 | Germania (bandiera)    | C     | Andreas Buchner       |
| 18 | Germania (bandiera)    | A     | Christian Eigler      |
| 19 | Germania (bandiera)    | D     | Malte Metzelder       |

| N. |                       | Ruolo | Calciatore        |
| -- | --------------------- | ----- | ----------------- |
| 20 | Germania (bandiera)   | C     | Pascal Groß       |
| 21 | Germania (bandiera)   | D     | Danny da Costa    |
| 22 | Kazakistan (bandiera) | D     | Konstantin Engel  |
| 23 | Germania (bandiera)   | A     | Reagy Ofosu       |
| 25 | Germania (bandiera)   | A     | Karl-Heinz Lappe  |
| 26 | Germania (bandiera)   | D     | Ralph Gunesch     |
| 28 | Germania (bandiera)   | A     | Philipp Hofmann   |
| 30 | Ungheria (bandiera)   | C     | Tamás Hajnal      |
| 31 | Brasile (bandiera)    | A     | Caiuby            |
| 33 | Germania (bandiera)   | P     | André Weis        |
| 34 | Camerun (bandiera)    | D     | Marvin Matip      |
| 36 | Israele (bandiera)    | C     | Almog Cohen       |
| 38 | Germania (bandiera)   | P     | Thomas Reichlmayr |

## Organigramma societario
Area tecnica
- Allenatore: Ralph Hasenhüttl
- Allenatore in seconda: Michael Henke
- Preparatore dei portieri: Brano Arsenović
- Preparatori atletici:
- Analisi video: Robert Deising

## Calciomercato

### Sessione estiva
| Acquisti | Acquisti        | Acquisti         | Acquisti |
| R.       | Nome            | da               | Modalità |
| -------- | --------------- | ---------------- | -------- |
| C        | Tamás Hajnal    | Stoccarda        |          |
| C        | Almog Cohen     | Hapoel Tel Aviv  |          |
| D        | Danilo Soares   | Austria Lustenau |          |
| A        | Philipp Hofmann | Paderborn        |          |
| C        | Alfredo Morales | Hertha Berlino   |          |
| A        | Collin Quaner   | Hansa Rostock    |          |
| P        | André Weis      | Stoccarda        |          |

| Cessioni | Cessioni           | Cessioni          | Cessioni |
| R.       | Nome               | a                 | Modalità |
| -------- | ------------------ | ----------------- | -------- |
| C        | Alper Uludağ       | Kayserispor       |          |
| P        | Sascha Kirschstein | Erzgebirge Aue    |          |
| A        | Karl-Heinz Lappe   | Ingolstadt 04 II  |          |
| C        | Stefan Leitl       | Ingolstadt 04 U17 |          |
| A        | Ilijan Micanski    | Karlsruhe         |          |
| D        | Andreas Schäfer    | Viktoria Colonia  |          |
| P        | Aaron Siegl        | SV Wilhelmshaven  |          |

### Sessione invernale
| Acquisti | Acquisti   | Acquisti       | Acquisti |
| R.       | Nome       | da             | Modalità |
| -------- | ---------- | -------------- | -------- |
| A        | Stefan Lex | Greuther Fürth |          |

| Cessioni | Cessioni         | Cessioni        | Cessioni |
| R.       | Nome             | a               | Modalità |
| -------- | ---------------- | --------------- | -------- |
| A        | Manuel Schäffler | Holstein Kiel   |          |
| C        | Ümit Korkmaz     | Çaykur Rizespor |          |

## Risultati

### 2. Bundesliga

#### Girone di andata
| Arbitro: | Ittrich |

|           |           |                          |
| Lappe 85’ | Marcatori | 25’, 82’ (rig.) Sylvestr |

| Arbitro: | Schmidt |

|                              |           |             |
| Zoller 28’, 50’ Idrissou 90’ | Marcatori | 87’ Korkmaz |

| Arbitro: | Schriever |

|  |           |                         |
|  | Marcatori | 58’ Micanski 64’ Alibaz |

| Arbitro: | Meyer |

|                  |           |  |
| Roger 48’ (aut.) | Marcatori |  |

| Arbitro: | Wingenbach |

|                                          |           |                   |
| Hofmann 31’ Hajnal 76’ (rig.) Eigler 79’ | Marcatori | 5’ Klos 74’ Riese |

| Arbitro: | Osmers |

|          |           |             |
| Menz 24’ | Marcatori | 11’ Hofmann |

| Arbitro: | Bandurski |

|  |           |            |
|  | Marcatori | 48’ Brandy |

| Arbitro: | Rohde |

|                                            |           |           |
| Leckie 21’, 53’ Görlitz 42’ Rukavytsya 86’ | Marcatori | 75’ Cohen |

| Arbitro: | Kempter |

|           |           |                        |
| Matip 80’ | Marcatori | 45’ Bartels 86’ Kringe |

| Arbitro: | Osmers |

|  |           |          |
|  | Marcatori | 78’ Groß |

| Arbitro: | Ittrich |

|           |           |                   |
| Matip 90’ | Marcatori | 50’, 62’ Benschop |

| Arbitro: | Christ |

|  |           |             |
|  | Marcatori | 9’ Hartmann |

| Arbitro: | Schriever |

|             |           |            |
| Krösche 64’ | Marcatori | 27’ Caiuby |

| Arbitro: | Thomsen |

|                       |           |  |
| Caiuby 20’ Eigler 51’ | Marcatori |  |

| Arbitro: | Kempter |

|  |           |              |
|  | Marcatori | 48’ Hartmann |

| Arbitro: | Fritz |

|  |           |                |
|  | Marcatori | 16’, 39’ Adler |

| Arbitro: | Bandurski |

|             |           |                         |
| Banović 28’ | Marcatori | 15’ Caiuby 77’ Hartmann |

#### Girone di ritorno
| Aue-Bad Schlema 15 dicembre 2013, ore 13:30 CET 18ª giornata | Erzgebirge Aue | 0 – 0 referto | Ingolstadt 04 | Sparkassen-Erzgebirgsstadion (7 200 spett.)\| Arbitro: \| Fischer \| |
| Arbitro:                                                     | Fischer        |               |               |                                                                      |

| Arbitro: | Petersen |

|              |           |                 |
| Hartmann 19’ | Marcatori | 32’, 65’ Zoller |

| Arbitro: | Wingenbach |

|                    |           |              |
| van der Biezen 19’ | Marcatori | 43’ Hartmann |

| Arbitro: | Fischer |

|                        |           |  |
| Hofmann 20’ Quaner 88’ | Marcatori |  |

| Arbitro: | Grudzinski |

|  |           |                       |
|  | Marcatori | 51’ Hofmann 83’ Lappe |

| Arbitro: | Weiner |

|           |           |          |
| Caiuby 1’ | Marcatori | 43’ Koch |

| Arbitro: | Petersen |

|                       |           |         |
| Mattuschka 90’ (rig.) | Marcatori | 1’ Groß |

| Arbitro: | Thomsen |

|  |           |            |
|  | Marcatori | 29’ Leckie |

| Amburgo 22 marzo 2014, ore 13:00 CET 26ª giornata | St. Pauli      | 0 – 0 referto | Ingolstadt 04 | Millerntor-Stadion (28 301 spett.)\| Arbitro: \| Steinhaus-Webb \| |
| Arbitro:                                          | Steinhaus-Webb |               |               |                                                                    |

| Arbitro: | Grudzinski |

|                            |           |  |
| Hofmann 27’, 78’ Lappe 74’ | Marcatori |  |

| Düsseldorf 28 marzo 2014, ore 18:30 CET 28ª giornata | Fortuna Düsseldorf | 0 – 0 referto | Ingolstadt 04 | Merkur Spiel-Arena (27 351 spett.)\| Arbitro: \| Willenborg \| |
| Arbitro:                                             | Willenborg         |               |               |                                                                |

| Ingolstadt 7 aprile 2014, ore 20:15 CEST 29ª giornata | Ingolstadt 04 | 0 – 0 referto | Greuther Fürth | Audi-Sportpark (7 236 spett.)\| Arbitro: \| Osmers \| |
| Arbitro:                                              | Osmers        |               |                |                                                       |

| Arbitro: | Gagelmann |

|            |           |                           |
| Morales 5’ | Marcatori | 36’ Bakalorz 81’ Kachunga |

| Aalen 20 aprile 2014, ore 13:30 CEST 31ª giornata | Aalen     | 0 – 0 referto | Ingolstadt 04 | Scholz-Arena (6 029 spett.)\| Arbitro: \| Stegemann \| |
| Arbitro:                                          | Stegemann |               |               |                                                        |

| Arbitro: | Christ |

|              |           |          |
| Hartmann 34’ | Marcatori | 61’ Ujah |

| Arbitro: | Grudzinski |

|  |           |                               |
|  | Marcatori | 25’ (rig.) Caiuby 37’ Hofmann |

| Arbitro: | Thomsen |

|                          |           |  |
| Hartmann 44’ Hofmann 68’ | Marcatori |  |

### Coppa di Germania
| Arbitro: | Storks |

|                |           |                                                 |
| Brüggemann 52’ | Marcatori | 14’ Hajnal 42’ Korkmaz 77’ Caiuby 89’ Schäffler |

| Arbitro: | Dingert |

|  |           |                        |
|  | Marcatori | 27’ Hajnal 47’ Hofmann |

| Arbitro: | Schmidt |

|                    |           |            |
| Naldo 66’ Olić 89’ | Marcatori | 17’ Caiuby |

## Statistiche

### Statistiche di squadra
| Competizione      | Punti | In casa | In casa | In casa | In casa | In casa | In casa | In trasferta | In trasferta | In trasferta | In trasferta | In trasferta | In trasferta | Totale | Totale | Totale | Totale | Totale | Totale | DR |
| Competizione      | Punti | G       | V       | N       | P       | Gf      | Gs      | G            | V            | N            | P            | Gf           | Gs           | G      | V      | N      | P      | Gf     | Gs     | DR |
| ----------------- | ----- | ------- | ------- | ------- | ------- | ------- | ------- | ------------ | ------------ | ------------ | ------------ | ------------ | ------------ | ------ | ------ | ------ | ------ | ------ | ------ | -- |
| 2. Bundesliga     | 44    | 17      | 5       | 3       | 9       | 19      | 20      | 17           | 6            | 8            | 3            | 15           | 13           | 34     | 11     | 11     | 12     | 34     | 33     | +1 |
| Coppa di Germania | -     | 0       | 0       | 0       | 0       | 0       | 0       | 3            | 2            | 0            | 1            | 7            | 3            | 3      | 2      | 0      | 1      | 7      | 3      | +4 |
| Totale            | 44    | 17      | 5       | 3       | 9       | 19      | 20      | 20           | 8            | 8            | 4            | 22           | 16           | 37     | 13     | 11     | 13     | 41     | 36     | +5 |

### Andamento in campionato
| Giornata  | 1  | 2  | 3  | 4  | 5  | 6  | 7  | 8  | 9  | 10 | 11 | 12 | 13 | 14 | 15 | 16 | 17 | 18 | 19 | 20 | 21 | 22 | 23 | 24 | 25 | 26 | 27 | 28 | 29 | 30 | 31 | 32 | 33 | 34 |
| --------- | -- | -- | -- | -- | -- | -- | -- | -- | -- | -- | -- | -- | -- | -- | -- | -- | -- | -- | -- | -- | -- | -- | -- | -- | -- | -- | -- | -- | -- | -- | -- | -- | -- | -- |
| Luogo     | C  | T  | C  | T  | C  | T  | C  | T  | C  | T  | C  | T  | T  | C  | T  | C  | T  | T  | C  | T  | C  | T  | C  | T  | C  | T  | C  | T  | C  | C  | T  | C  | T  | C  |
| Risultato | P  | P  | P  | P  | V  | N  | P  | P  | P  | V  | P  | V  | N  | V  | V  | P  | V  | N  | P  | N  | V  | V  | N  | N  | P  | N  | V  | N  | N  | P  | N  | N  | V  | V  |
| Posizione | 12 | 17 | 18 | 18 | 17 | 17 | 17 | 18 | 18 | 18 | 18 | 18 | 18 | 16 | 15 | 16 | 14 | 14 | 14 | 14 | 14 | 11 | 12 | 13 | 13 | 13 | 11 | 10 | 13 | 14 | 13 | 13 | 12 | 10 |

Legenda:

Luogo: C = Casa; T = Trasferta. Risultato: V = Vittoria; N = Pareggio; P = Sconfitta.

### Statistiche dei giocatori
| Giocatore      | 2. Bundesliga | 2. Bundesliga | 2. Bundesliga | 2. Bundesliga | Coppa di Germania | Coppa di Germania | Coppa di Germania | Coppa di Germania | Totale   | Totale | Totale      | Totale     |
| Giocatore      | Presenze      | Reti          | Ammonizioni   | Espulsioni    | Presenze          | Reti              | Ammonizioni       | Espulsioni        | Presenze | Reti   | Ammonizioni | Espulsioni |
| -------------- | ------------- | ------------- | ------------- | ------------- | ----------------- | ----------------- | ----------------- | ----------------- | -------- | ------ | ----------- | ---------- |
| A. Buchner     | 15            | 0             | 1             | 0             | 0                 | 0                 | 0                 | 0                 | 15       | 0      | 1           | 0          |
| C. Caiuby      | 31            | 5             | 7             | 1             | 3                 | 2                 | 0                 | 0                 | 34       | 7      | 7           | 1          |
| A. Cohen       | 22            | 1             | 5             | 2             | 3                 | 0                 | 0                 | 0                 | 25       | 1      | 5           | 2          |
| D. Costa       | 27            | 0             | 3             | 1             | 3                 | 0                 | 1                 | 0                 | 30       | 0      | 4           | 1          |
| C. Eigler      | 21            | 2             | 0             | 0             | 3                 | 0                 | 0                 | 0                 | 24       | 2      | 0           | 0          |
| K. Engel       | 15            | 0             | 4             | 0             | 0                 | 0                 | 0                 | 0                 | 15       | 0      | 4           | 0          |
| P. Groß        | 29            | 2             | 4             | 0             | 2                 | 0                 | 0                 | 0                 | 31       | 2      | 4           | 0          |
| R. Gunesch     | 18            | 0             | 0             | 0             | 2                 | 0                 | 0                 | 0                 | 20       | 0      | 0           | 0          |
| T. Hajnal      | 9             | 1             | 1             | 0             | 3                 | 2                 | 0                 | 0                 | 12       | 3      | 1           | 0          |
| M. Hartmann    | 24            | 7             | 6             | 0             | 0                 | 0                 | 0                 | 0                 | 24       | 7      | 6           | 0          |
| P. Hofmann     | 30            | 8             | 2             | 1             | 2                 | 1                 | 0                 | 0                 | 32       | 9      | 2           | 1          |
| L. Jessen      | 7             | 0             | 0             | 0             | 1                 | 0                 | 0                 | 0                 | 8        | 0      | 0           | 0          |
| C. Knasmüllner | 8             | 0             | 1             | 0             | 1                 | 0                 | 0                 | 0                 | 9        | 0      | 1           | 0          |
| Ü. Korkmaz     | 5             | 1             | 2             | 0             | 1                 | 1                 | 0                 | 0                 | 6        | 2      | 2           | 0          |
| K. Lappe       | 20            | 3             | 0             | 0             | 1                 | 0                 | 1                 | 0                 | 21       | 3      | 1           | 0          |
| S. Lex         | 7             | 0             | 0             | 0             | 0                 | 0                 | 0                 | 0                 | 7        | 0      | 0           | 0          |
| M. Matip       | 23            | 2             | 0             | 1             | 3                 | 0                 | 0                 | 0                 | 26       | 2      | 0           | 1          |
| M. Metzelder   | 0             | 0             | 0             | 0             | 0                 | 0                 | 0                 | 0                 | 0        | 0      | 0           | 0          |
| A. Mijatović   | 12            | 0             | 0             | 0             | 1                 | 0                 | 0                 | 0                 | 13       | 0      | 0           | 0          |
| A. Morales     | 32            | 1             | 5             | 1             | 2                 | 0                 | 0                 | 0                 | 34       | 1      | 5           | 1          |
| R. Ofosu       | 0             | 0             | 0             | 0             | 0                 | 0                 | 0                 | 0                 | 0        | 0      | 0           | 0          |
| C. Quaner      | 11            | 1             | 0             | 0             | 0                 | 0                 | 0                 | 0                 | 11       | 1      | 0           | 0          |
| T. Reichlmayr  | 0             | 0             | 0             | 0             | 0                 | 0                 | 0                 | 0                 | 0        | 0      | 0           | 0          |
| R. Roger       | 31            | 0             | 6             | 0             | 3                 | 0                 | 0                 | 0                 | 34       | 0      | 6           | 0          |
| M. Schäffler   | 8             | 0             | 0             | 0             | 1                 | 1                 | 0                 | 0                 | 9        | 1      | 0           | 0          |
| D. Soares      | 27            | 0             | 4             | 1             | 2                 | 0                 | 1                 | 0                 | 29       | 0      | 5           | 1          |
| A. Uludağ      | 0             | 0             | 0             | 0             | 0                 | 0                 | 0                 | 0                 | 0        | 0      | 0           | 0          |
| A. Weis        | 2             | 0             | 0             | 0             | 0                 | 0                 | 0                 | 0                 | 2        | 0      | 0           | 0          |
| M. Zant        | 0             | 0             | 0             | 0             | 0                 | 0                 | 0                 | 0                 | 0        | 0      | 0           | 0          |
| R. Özcan       | 32            | 0             | 1             | 0             | 3                 | 0                 | 0                 | 0                 | 35       | 0      | 1           | 0          |